# Seconde guerre du Dahomey
La Seconde guerre du Dahomey eut lieu du 4 juillet 1892 au 15 janvier 1894 dans les actuels départements de l’Ouémé et du Zou au Bénin. Les troupes françaises du colonel Alfred Dodds l'emportèrent sur celles du royaume Fon de Behanzin. Cette guerre marque la fin du royaume du Dahomey qui est annexé par la France et intégré à l'Empire colonial français en tant que colonie du Dahomey.

## Contexte
À la fin du XIXe siècle, les principales puissances européennes, en premier lieu la France et le Royaume-Uni, se sont lancées dans la course à la colonisation. La France établit rapidement de nombreuses zones d'influence en Afrique et notamment dans l'actuel Bénin. Celui-ci était alors le siège du royaume du Dahomey, l'un des principaux États de l'Afrique de l'Ouest. En 1851, un traité d'amitié fut signé entre les deux pays permettant aux Français de venir commercer ou de faire entrer des missionnaires dans le royaume.
Cependant, en 1861, le petit royaume côtier de Porto-Novo, tributaire du Dahomey, subit l'attaque de navires britanniques sous le roi Sodji. Dè Sodji demanda et obtint en 1863 la protection française, acte que le Dahomey rejeta. De plus, il existait un autre contentieux entre le royaume fon et les Français à propos du port de Cotonou que la France pensait sous son contrôle, en vertu d'un traité de 1868, alors que le Dahomey y exerçait toujours ses droits coutumiers.
En 1882, le roi de Porto-Novo, Tofa (monté sur le trône en 1874), ré-établit le protectorat français. Cependant, les Fon continuèrent à lancer des raids sur Porto-Novo. Les relations entre la France et le Dahomey se dégradèrent jusqu'en mars 1889 où un régiment d'Amazones du Dahomey attaqua Danko, un village situé dans la basse vallée du fleuve Ouémé sous protectorat français où régnait le Roi Kpèdo de Kinto (arrivé sur le trône en 1865).
Kpèdo courut à Porto-Novo voir le Gouverneur Victor Ballot et le Roi Tofa. Victor Ballot arriva à Danko dans un petit bateau de guerre (La Topaze). Des coups de fusil étaient tirés contre son navire par les hommes de Gbèhanzin. Victor Ballot déclara la guerre à Gbèhanzin. L'armée française commandée par le général Dodds, voulait conquérir Abomey. Le Gahou Goutchili commandait l'armée dahoméenne et Azanmasso dirigeait les hommes de l'armée de la vallée, sous le roi Kpèdo. De durs combats eurent lieu à Dogba et à Kpokissa. Malgré la vaillance des amazones, Canan fut pris. Le Roi Gbèhanzin incendia son propre palais et se réfugia dans la brousse. Le général Dodds occupa Abomey.

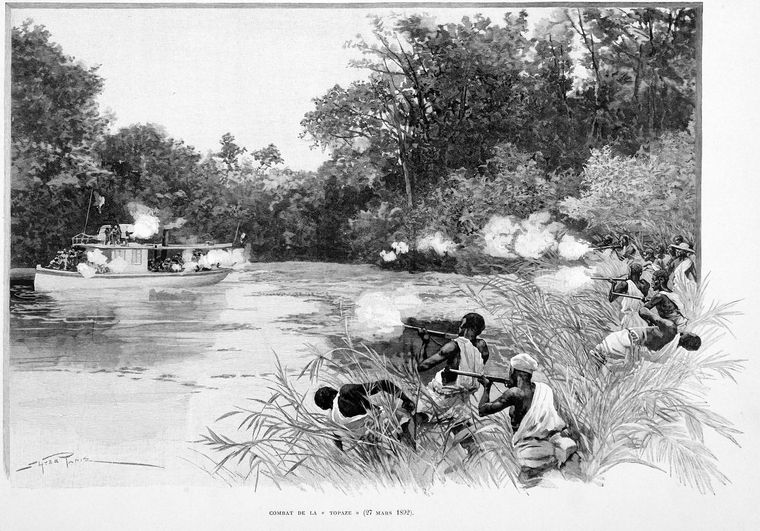
Combat de la Topaze (27 mars 1892)

L'année 1890 fut marquée par la réaction française et une guerre entre la France, Kinto et Porto-Novo d'un côté, le Dahomey de l'autre. Après les batailles de Cotonou et d'Atchoupa, le Dahomey dut reconnaître le protectorat français sur Porto-Novo et kinto et céder le port de Cotonou à la France moyennant un paiement annuel de 20 000 francs (traité de Ouidah).
Aucun camp ne croyait cependant à la solidité de cette paix et les deux se préparent à une nouvelle guerre. Après des attaques fons dans la vallée de Ouémé, le résident de Porto-Novo, Victor Ballot, fut envoyé enquêter. Son navire fut pris dans une attaque et battit en retraite. Le roi Béhanzin refusa de s'excuser et la France déclara la guerre au Dahomey.

## Préparatifs de guerre

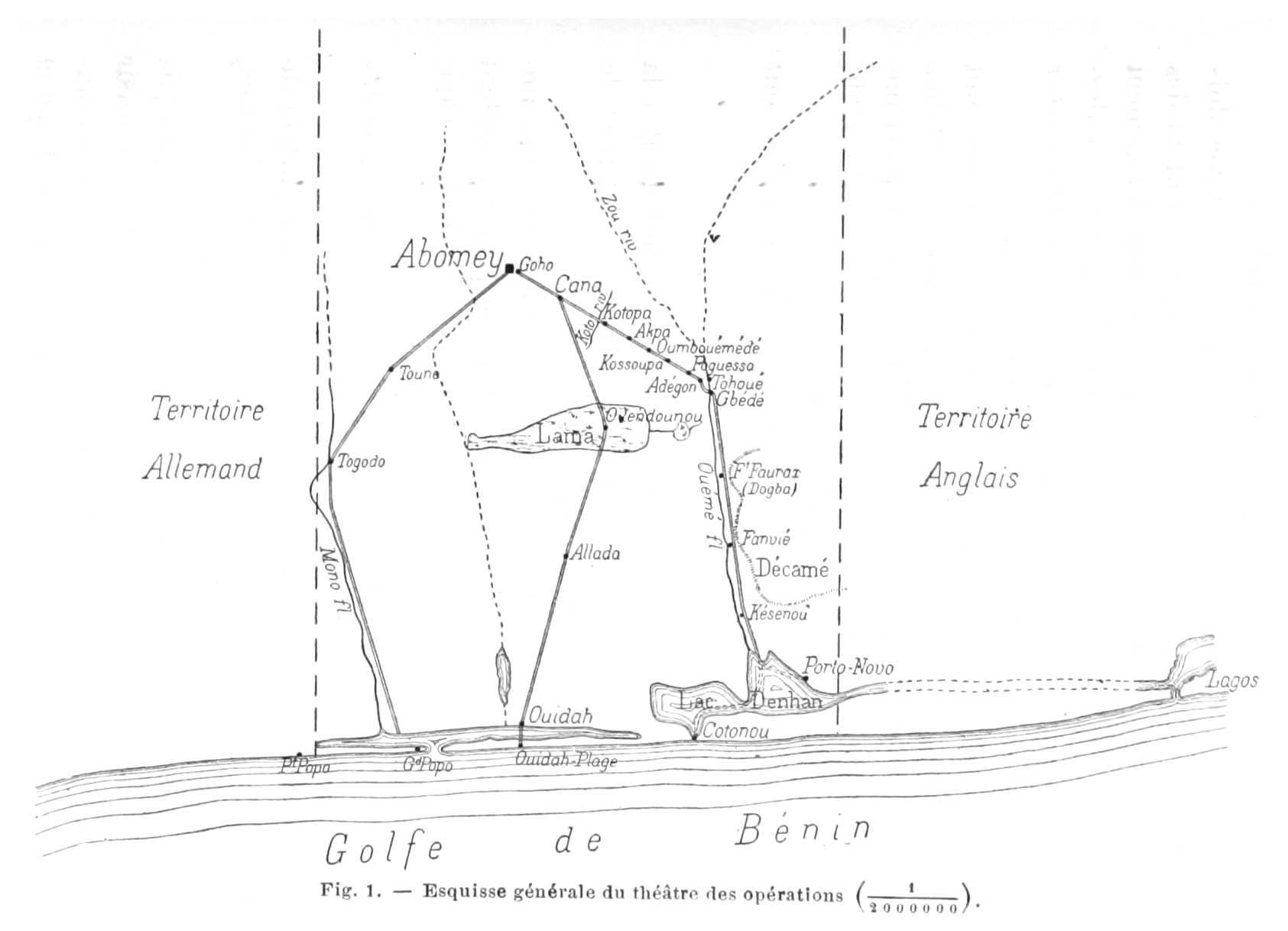
L'expédition (1892)

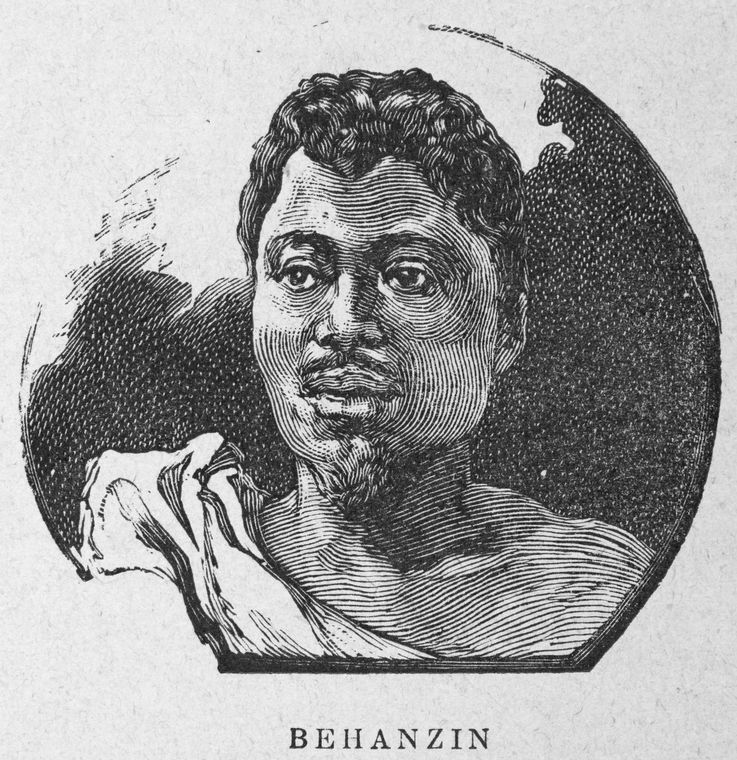
Le roi Behanzin

Les Français envoient le colonel Dodds et 2164 hommes dont des légionnaires, des tirailleurs, du génie et de l'artillerie. Ces soldats sont équipés du nouveau fusil Lebel et de sa baïonnette qui s'avère l'arme la plus efficace au corps à corps. Le royaume de Porto-Novo fournit de son côté 2 600 porteurs.
Les Fons du Dahomey disposent quant à eux de 4 000 à 6 000 fusils dont des carabines Mannlicher et Winchester achetées à des marchands allemands. Behanzin a aussi fait acheter des mitrailleuses et des canons Krupp, mais il n'est pas certain que ces armes lourdes aient été utilisées.

## Début de la guerre
À la mi-juin 1892, les Français organisent le blocus de la côte du Dahomey pour empêcher d'autres ventes d'armes. Ils débarquent le 4 juillet dans la basse vallée du fleuve Ouémé. Vers la mi-août, ils entament une lente progression vers Abomey, la capitale du Dahomey.

### Bataille de Dogba
Le 19 septembre, la colonne française s’installe à Dogba, sur les bords du fleuve Ouémé, 80 kilomètres à l'intérieur du Dahomey. À 5 heures du matin, une armée fon les attaque. Après environ trois heures de combat où les Fons recherchent le corps à corps, les légionnaires parviennent à rétablir la situation, malgré une tentative de la masse ennemie de les submerger. L'armée dahoméenne se retire avec de lourdes pertes. Aux abords du bivouac gisent 132 cadavres ennemis. Mais 2 officiers, dont le commandant Faurax, sont tués ainsi que 2 légionnaires et 3 tirailleurs. Le capitaine Battréau, commandant la 1re compagnie prend la tête du bataillon. Un pont et un fort sont construits à Dogba. Le fort est baptisé « Commandant Faurax ».

### Bataille de Kpoguèssa

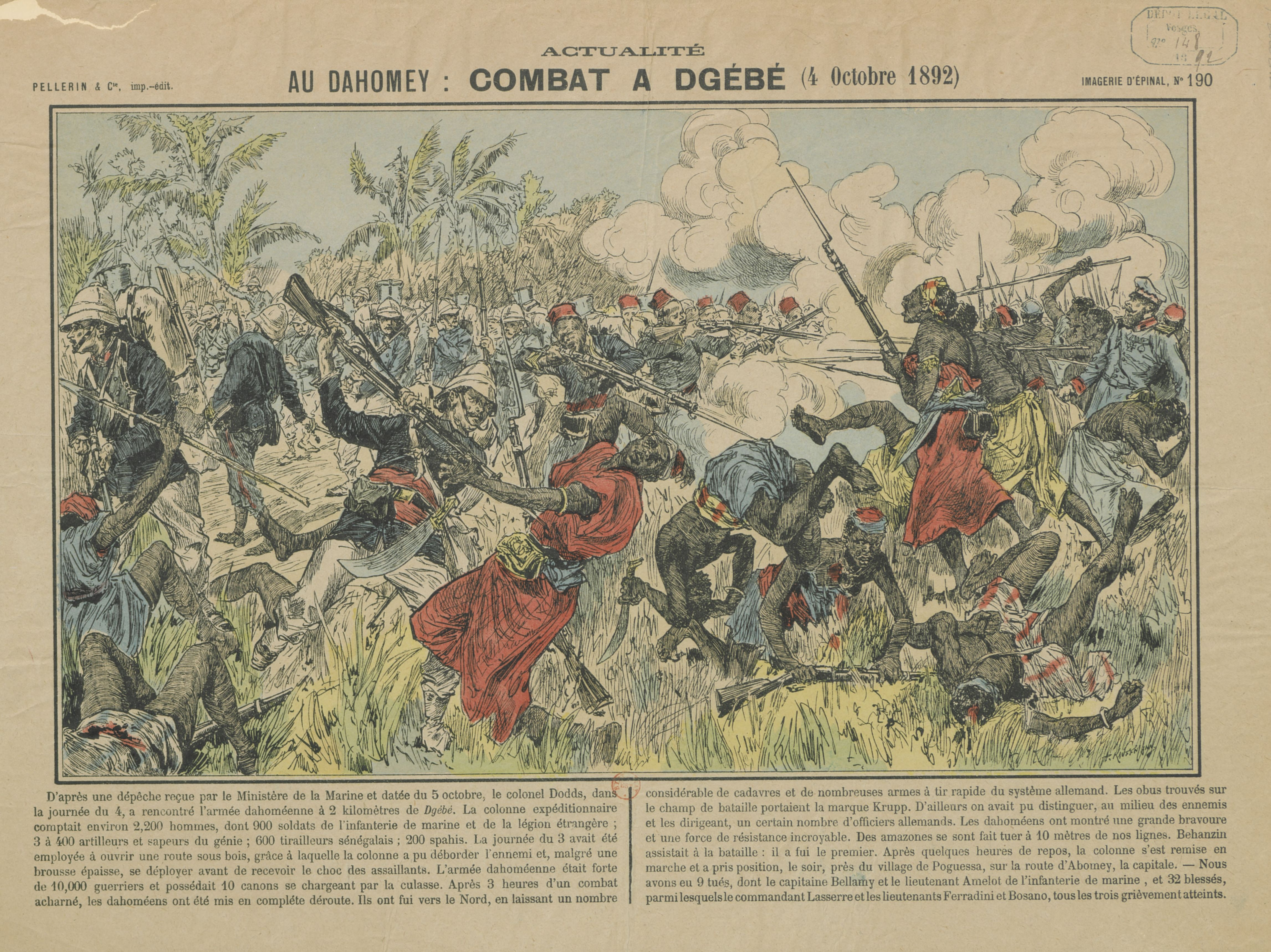
Image d’Épinal du combat à Djègbé(4 octobre 1892). Les soldats français portaient généralement un uniforme kaki en campagne, plutôt que les vestes bleues de parade. De manière peu plausible, les Fons sont armés de mousquets à baïonnettes à tenon et sont encadrés par un officier allemand (à droite).

Les Français continuent leur progression vers le Nord sur une trentaine de kilomètres avant de tourner vers l'ouest et Abomey. La colonne française est attaquée le 4 octobre non loin de Djègbé par une armée sous le commandement du roi Behanzin. Après plusieurs charges qui sont contrées à la baïonnette, 2 compagnies de Légion appuyant 3 compagnies de la coloniale se heurtent à 5 000 guerriers. Les canonnières interviennent. Les Fons doivent battre en retraite. Le sous-lieutenant Amelot est mortellement blessé. La bataille coûte encore à la Légion la mort d’un sous-officier et d’un légionnaire. L’ennemi déplore 150 morts dont 17 amazones.
Les Français capturent trois Allemands, messieurs Schultze, Püch et Weckel et un Belge, monsieur Anglis, dans les rangs de l’armée dahoméenne et les fusillent.

## La marche vers Abomey
Après leur victoire à Kpoguèssa, les Français reprennent leur marche vers la capitale du Dahomey. Les Fons, de leur côté, changent de tactiques et multiplient les activités de guérilla pour ralentir la colonne de Dodds. Les Français mettent ainsi près d'un mois pour parcourir les cinquante derniers kilomètres jusqu'aux portes d'Abomey. Jusqu’au 15 octobre, lors de la progression, la Légion perd successivement les lieutenants Farail, Cornetto, Kieffer, d’Urbal et le capitaine Battreau qui sont blessés. Le mordant de l’adversaire ne fléchit pas. Le convoi est continuellement attaqué.

### Bataille d'Adégon
La bataille décisive de la guerre a lieu le 6 octobre 1892 au village d'Adégon. Les Fons attaquent de nouveau les Français mais ils sont massacrés. 503 soldats fons sont tués et le célèbre corps des Amazones du Dahomey y est détruit. En face, les Français comptent seulement 6 morts et 32 blessés.

### Siège d'Akpa

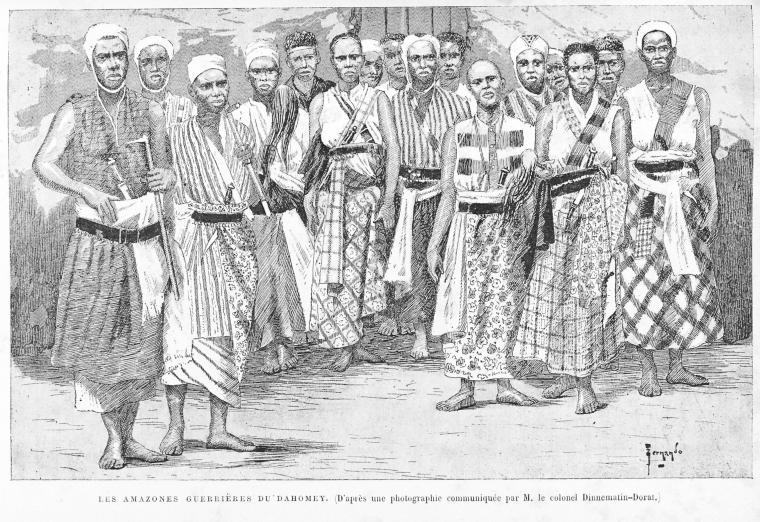
« Les Amazones du Dahomey » (1890)

Le 15 octobre, alors que les Français bivouaquent à une trentaine de kilomètres de la capitale, pour réorganiser leurs forces et attendre les renforts. Les Fons parviennent à les bloquer dans le village d'Akpa. Grâce à des attaques quotidiennes et à un corps des Amazones fraîchement reconstitué, ils empêchent les Français de sortir du village jusqu'à l'arrivée de ravitaillements. Les renforts arrivent le 20 octobre, commandés par le chef de bataillon Audéoud. Après avoir reçu les parlementaires de Behanzin et devant leur manque de bonne foi, le colonel Dodds reprend la marche le 25 octobre. Le 26, les Français percent les lignes fons et reprennent leur progression. 

### 26 et 27 octobre 1892
Pendant ces deux jours, la colonne française s'empare des tranchées fons grâce à plusieurs charges à la baïonnette. Face aux pertes, les Fons sont obligés de libérer des prisonniers et d'incorporer des esclaves pour reconstituer leur armée.

### Bataille de Cana
Du 2 au 4 novembre, les armées françaises et fons se font face lors de plusieurs affrontements. Behanzin et environ 1 500 hommes tentent une attaque directe sur le camp français le 3 novembre mais ils sont repoussés après quatre heures de bataille. Le lendemain, les Français, plus nombreux, s'emparent du palais royal de Diokoué après une entière journée de combat et une dernière charge à la baïonnette.

## Fin de la guerre

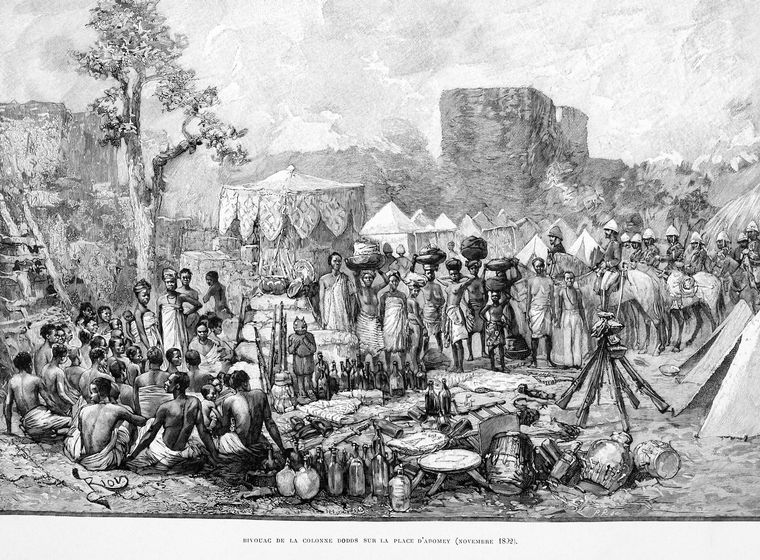
Bivouac de la colonne Dodds sur la place d'Abomey (novembre 1892)

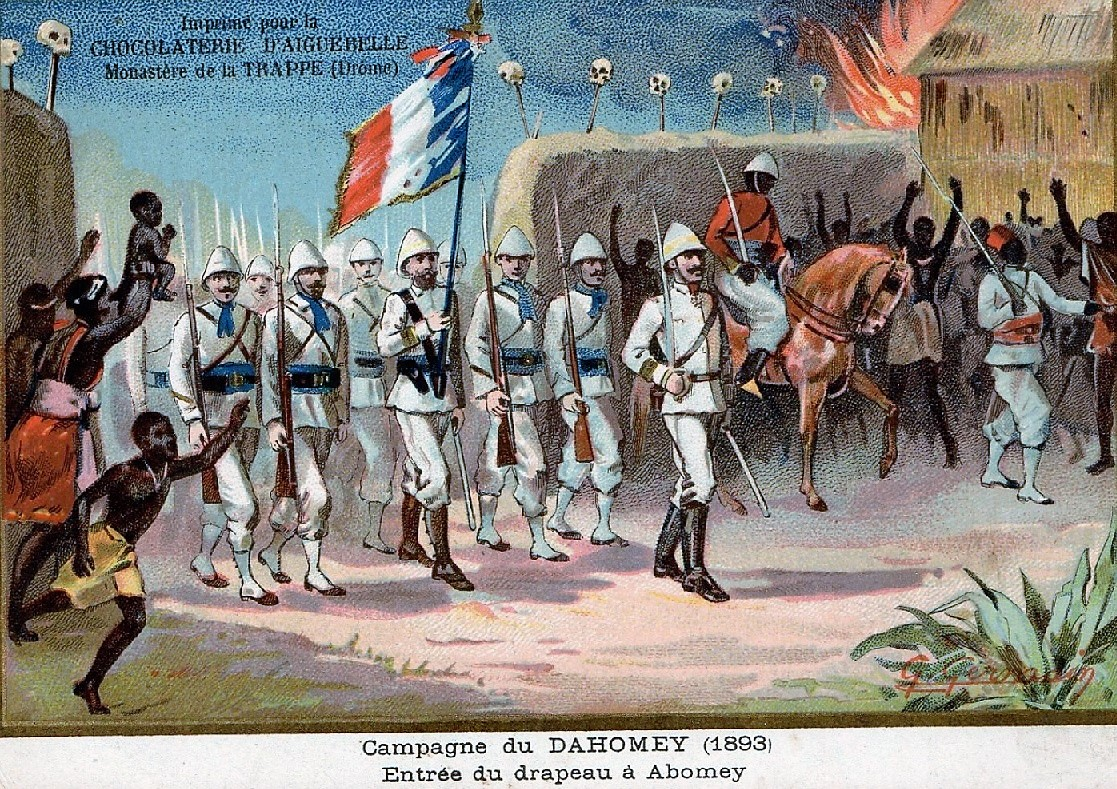
La colonne Dodds (1893) - Entrée du drapeau à Abomey

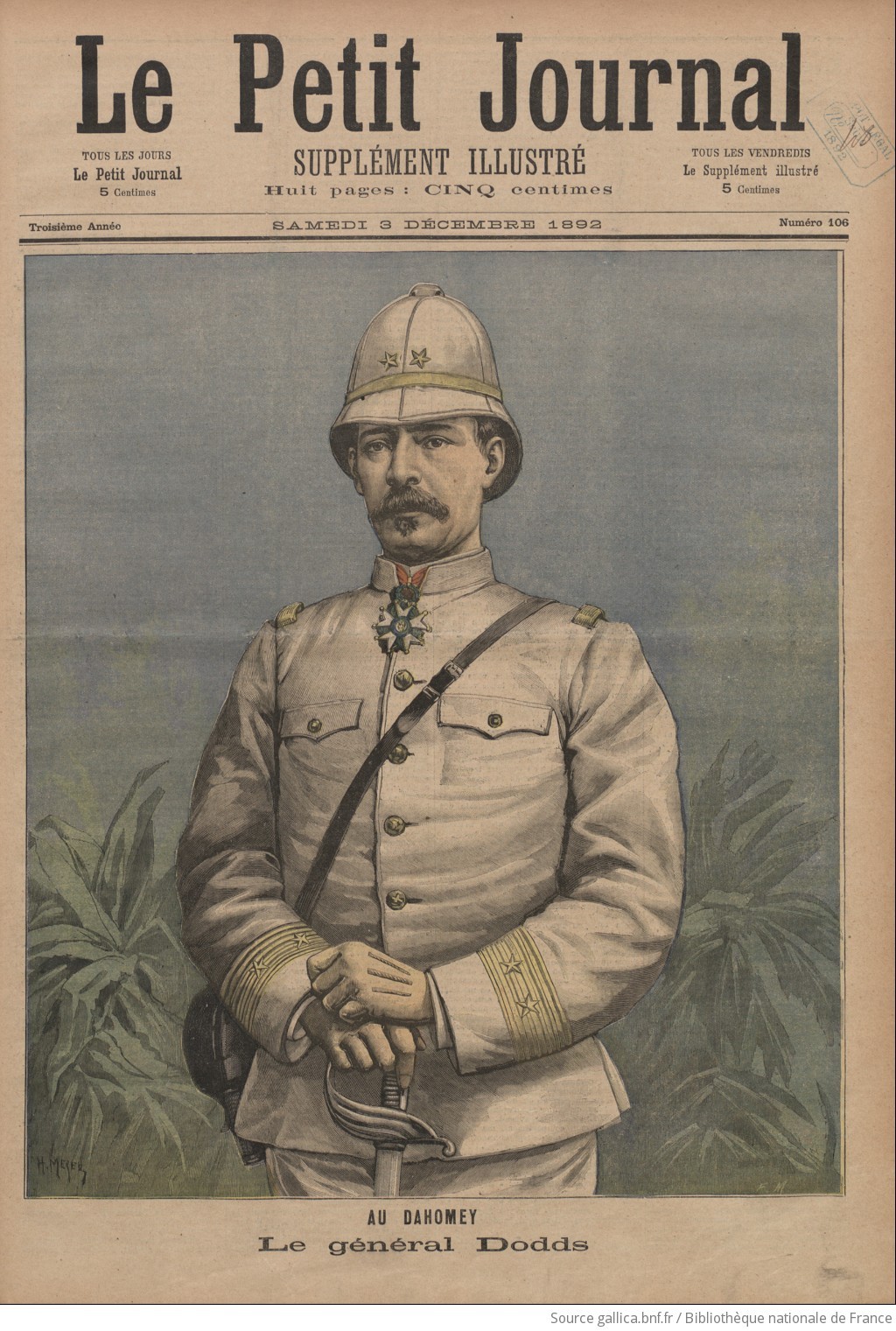
Une du Petit journal - supplément illustré du 3 décembre 1892-Au Dahomey. Le Général Dodds.

Le 5 novembre, le roi Behanzin envoie une mission de paix auprès des Français. La mission échoue et la colonne française, entrée dans Cana le 6, se met en marche pour Abomey. Le 16, la ville est abandonnée et incendiée par les Fons avant que la colonne Dodds n'y rentre le 17 novembre 1892.
Malgré sa bravoure, Béhanzin, abandonne sa capitale en flammes. Du 18 au 28, le colonel Dodds lance des reconnaissances et une garnison est laissée à Goho en créant un poste avec 3 compagnies indigènes et une compagnie de Légion. Le reste de la colonne est dirigé sur Porto Novo pour récupérer et attendre des renforts de métropole.
Le lieutenant-colonel Mauduit du 2e RE, à la tête de 4 officiers et 150 légionnaires du 2e RE, débarque à Cotonou et relève les 3e et 4e compagnies ainsi que 143 légionnaires, malades ou blessés. Ces derniers embarquent à destination de l’Algérie sur le « Thibet » le 4 décembre 1892, sur le « Pélion », le 19 janvier 1893 et sur le « Mytho », le 23 mars. Le lieutenant-colonel Mauduit prend le commandement d’un régiment de marche, formé par le bataillon de Légion à 2 compagnies et un bataillon d’Afrique, arrivé lui aussi en renfort. 
Sous les ordres du tout nouveau général Dodds, une 2e expédition, forte 12 compagnies totalisant 3 000 hommes, est lancée le 30 août 1893, pour capturer Béhanzin. Elle occupe Zagnanado le 7 novembre, puis marche sur Paouignan et Atchérigbé pour couper la route au roi vaincu. La 2e section, de la 1re compagnie de Légion, commandée par le lieutenant Odry découvre une cachette de 75 caisses et 31 barils comptabilisant 92 000 cartouches. Ces munitions sont détruites. La chasse à l’homme dure 3 mois. 

« L’ère de la conquête aussi sera bientôt close au Dahomey, où la campagne, reprise depuis deux mois par le général Dodds, est sur le point de donner des résultats définitifs. Déjà les principaux chefs dahoméens se sont soumis sans conditions et ont livré la plus grande partie des armes dont disposait le roi Behanzin. Celui-ci, qui avait tenté de nous amuser, il y a quelques semaines, par l’envoi d’une « ambassade » à laquelle le Président de la République et les ministres se sont abstenus, avec raison, de donner audience, est aujourd’hui traqué par les quatre colonnes, fortes de 1800 combattans, qui sont parties d’Agonlin et convergent vers Atchérigbé, à cinquante kilomètres au nord d’Abomey. Quel que soit le sort réservé à l’ancien roi du Dahomey — suicide, fuite, capture par nos troupes ou soumission volontaire — on peut désormais considérer Béhanzin comme une quantité négligeable, dans ce pays où nous avons établi notre protectorat, et où le peuple dahoméen, qui n’a jamais eu d’homogénéité ethnographique, ne pourra plus se reconstituer en État politique. »

— Chronique de la Revue des deux-Mondes, 1893, p. 953.
Le 15 janvier 1894, Béhanzin cerné, se rend et il est exilé en Martinique.
Les Français nomment son frère Goutchili comme Roi du Dahomey.

## Décoration
DAHOMEY 1892 ou ABOMEY 1893 sont inscrits sur le drapeau des régiments cités lors de cette campagne.

### Photos

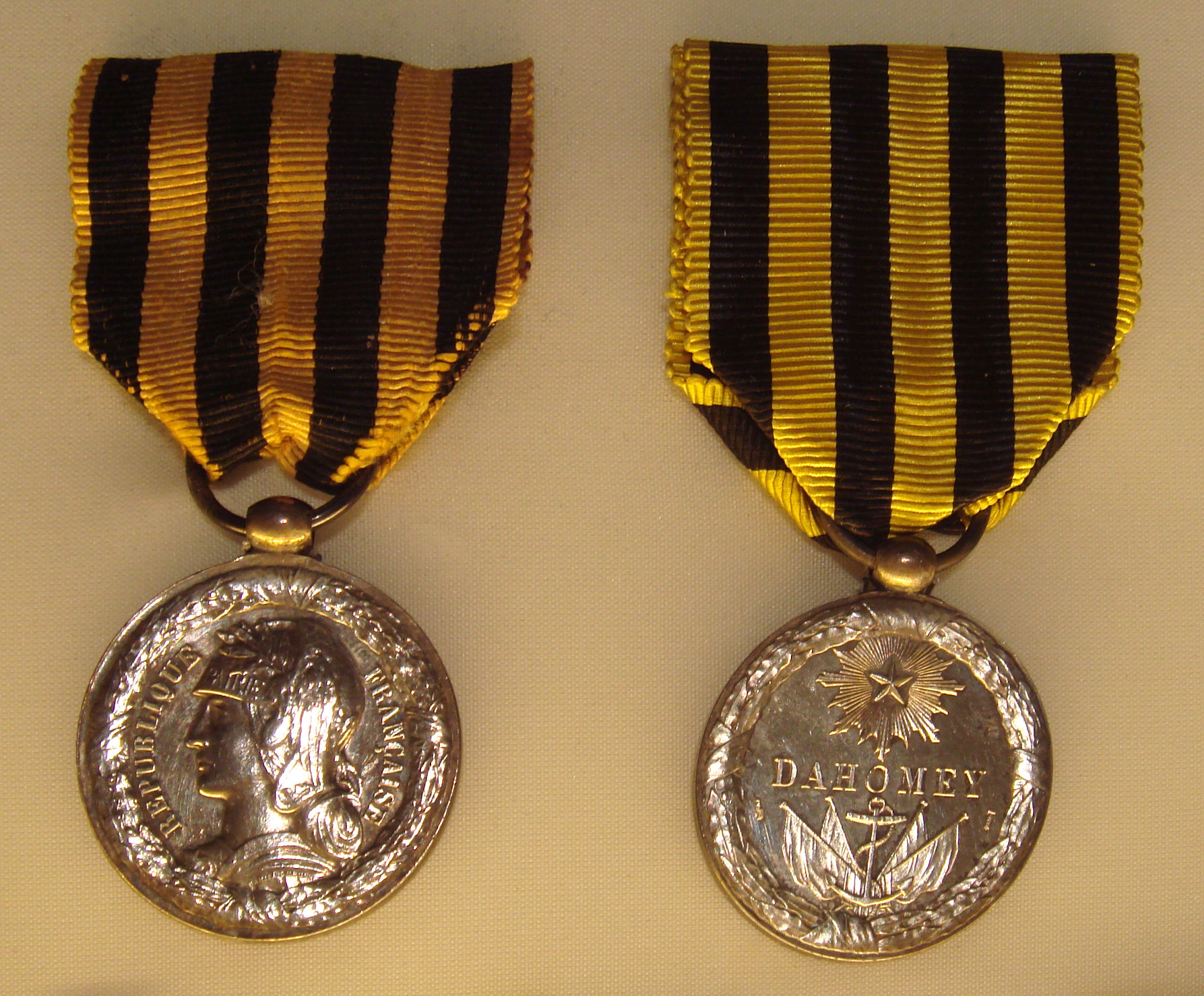
Médaille commémorative de l'expédition du Dahomey.